# Porizon argyresthiae
Porizon argyresthiae là một loài tò vò trong họ Ichneumonidae.